# Leptacis breviciliata
Leptacis breviciliata (лат.) — вид платигастроидных наездников из семейства Platygastridae. Юго-Восточная Азия: Индонезия (Сула, Манголе).

## Описание
Мелкие перепончатокрылые насекомые (длина 1 мм). Отличаются следующими  признаками: нет гиперзатылочного киля; темя, лоб и среднеспинка гладкие; у самки антенномер A9 едва равен ширине; длина переднего крыла в 2,6 раза длиннее его ширины, краевые реснички едва ли превышают 0,1 ширины крыла; брюшко самок короткое. Усики 10-члениковые.
Основная окраска коричневато-чёрная и жёлтая: тело чёрное, антенномеры А1-А6 и ноги желтоватые, проподеум и первый тергит Т1 коричневые. Название вида относится к краевым ресничкам передних крыльев, которые необычно короткие для Leptacis. Вид был впервые описан в 2008 году датским энтомологом Петером Булем (Peter Neerup Buhl, Дания).